# Edward Toms
Edward Toms, född 11 december 1899 i Uxbridge i Storlondon, död 2 januari 1971 i Wareham, var en brittisk friidrottare.
Toms blev olympisk bronsmedaljör på 4 x 400 meter vid sommarspelen 1924 i Paris.